# Андрієвське (Бабушкінський район)
Андрі́євське (рос. Андреевское) — село у складі Бабушкінського району Вологодської області, Росія. Входить до складу Рослятінського сільського поселення.

## Населення
Населення — 140 осіб (2010; 167 у 2002).
Національний склад (станом на 2002 рік):
- росіяни — 99 %